# Георгий Кедрин
Георгий Кедрин (греч. Γεώργιος Κεδρηνός) — византийский монах, писатель-историк конца XI или начала XII века.
Георгий Кедрин составил всемирно-историческую хронику — «Обозрение историй» («Исторический синопсис», греч. Σύνοψις ίστοριών). Эта хроника дошла до нашего времени в 10 рукописях XII—XVII веков, и в различных отрывках.
По наблюдению современных исследователей, обширная хроника Георгия Кедрина представляет собой компиляцию. Основанием для неё послужили сочинения Иоанна Скилицы, Георгия Синкелла, Феофана Исповедника и некоторых других византийских писателей, упоминаемых автором в предисловии. При этом, Кедрин совсем не использует сочинения древних писателей. Однако, он охотно обращается к различным апокрифическим текстам.
Хроника Кедрина начиная от сотворения мира охватывает еврейскую, римскую и византийскую историю до вступления на престол Исаака I Комнина (1057).
В целом, Кедрин полностью следует своим предшественникам, а в той части сочинения, которая захватывает период 811—1057, прямо пересказывает своими словами хронику Иоанна Скилицы, внося лишь некоторые добавления.
Сочинение Кедрина содержит, в частности, нечастые в историографии сведения о хазарах после падения Итиля в 969 (см. Георгий Цула).